# 許昆林
許 昆林（きょ こんりん、1965年5月 - ）は、中華人民共和国の官僚・政治家。現職は江蘇省人民政府省長。

## 経歴
1965年5月、福建省晋江専区永春県で生まれる。1980年、杭州商学院（現在の浙江工商大学）に入学した。1984年を卒業。1988年3月に中国共産党入党。
同年、国家物価局（現在の国家発展改革委員会）検査司に入局。以後、主任科員、機関団委書記、行政事業処副処長、料金管理処副処長、価格司副司長、価格監督検査司司長、価格司司長、固定資産投資司司長、副秘書長を歴任した。
2017年3月、上海市人民政府副市長に転出。
2020年9月、江蘇省省党委員会常務委員兼蘇州市党委員会書記に昇格。2020年11月には蘇州軍分区党委員会第一書記を兼務する。2021年10月、江蘇省党委員会書記に昇格。10月19日には江蘇省人民政府副省長兼省長代行を兼務する。